# (1554) Yugoslavia
(1554) Yugoslavia es un asteroide perteneciente al cinturón de asteroides descubierto el 6 de septiembre de 1940 por Milorad Protić desde el observatorio de Belgrado, Serbia.

## Designación y nombre
Yugoslavia fue designado inicialmente como 1940 RE.
Más tarde se nombró por Yugoslavia, un antiguo país del suroeste de Europa.

## Características orbitales
Yugoslavia está situado a una distancia media de 2,619 ua del Sol, pudiendo acercarse hasta 2,09 ua y alejarse hasta 3,147 ua. Su inclinación orbital es 12,15° y la excentricidad 0,2018. Emplea en completar una órbita alrededor del Sol 1548 días.